# 周波数分割複信
周波数分割複信（しゅうはすうぶんかつふくしん : Frequency Division Duplex）は、送信と受信にそれぞれ別の周波数を割り当て、全二重通信を行う電気通信技術である。複信の一方式であり周波数分割双方向伝送とも言う。

## 特徴
次のような特徴がある。
- 回路規模が小さい。
- 移動体通信の場合フェージングへの対応としてアンテナダイバシティしか行えない。
- 周波数帯域利用効率は、時分割複信よりやや劣る。

## 用途
無線通信・移動体通信で広く用いられる。
- 通信衛星
- マルチチャネルアクセス無線 : 第三者無線
- 自動車電話・船舶電話
- 携帯電話
  - TACS（アナログ）
  - 第二世代携帯電話 : PDC
  - 第三世代携帯電話 : cdmaOne・CDMA2000・W-CDMA
  - Long Term Evolution
    - 第3.9世代移動通信システム :
    - 第4世代移動通信システム :

また、ADSLなどのデジタル加入者線の多くでも用いられている。